# D2009 (Allier)
De D2009 is een departementale weg in het Midden-Franse departement Allier. De weg loopt van Moulins via Gannat naar de grens met Puy-de-Dôme. In Puy-de-Dôme loopt de weg als D2009 verder naar Riom en Clermont-Ferrand.

## Geschiedenis
Oorspronkelijk was de D2009 onderdeel van de N9. In 2006 werd de weg overgedragen aan het departement Allier, omdat de weg geen belang meer had voor het doorgaande verkeer. De weg is toen omgenummerd tot D2009.